# Сапотеки
Сапотекската местна предколумбова цивилизация процъфтява в долината на Оахака в южна Мезоамерика. Археологически доказателства показват, че културата е просъществувала най-малко 2500 години. Те оставят археологически следи в античния град Монте Албан под формата на сгради, игрище за игра на топка (на науатъл уямалицтли, ullamaliztli) , великолепни гробници и погребални предмети, включително и фино изработени златни бижута. Сапотекският център Монте Aлбан е един от първите големи градове в Мезоамерика и столица на държавата на Сапотеките, която заемала голяма част от това, което сега е щат Оахака.

## История
Цивилизацията на сапотеките се заражда в долината Оахака в края 6 век пр.н.е. По това време в трите разклонения на долината се обособяват три различни по численост общества, разделени от около 80 км2 „ничия земя“ в Централната долина. Археологически сведения от периода свидетелстват за изгорени храмове и убити пленници, което сочи, че трите общества са били в някакъв вид военен конфликт. В края на хронологичния период „Росарио“ (700 – 500 пр.н.е.) най-населеното градче в долината Сан Хосе Моготе и други близки селища в разклонението Етла, почти се обезселват. По същото това време в „ничията земя“ в средата на долината Оахака на върха на планината се изгражда ново селище с поглед към трите направления на долината и това е Монте Албан. С течение на времето сапотекските владетели започват да разширяват властта си над провинции извън долината на Оахака. Нито една от околните провинции не можела да се мери с обитателите на долината на Оахака, нито политически, нито военно .
Към 200 от н.е. влиянието на сапотеките достига Киотепек на север и Оселотепек и Чилтепек на юг. За това време Монте Албан става най-големият град в южната част на Мексиканското плато и така той остава доминиращ приблизително до 700 от н.е..
Разширението на Сапотекската империя достига своя връх по време на периода Монте Албан II. Сапотеките завладели и колонизирали селища далеч отвъд долината на Оахака. Това разрастване се вижда в археологическите доказателства по няколко начина, но най-вече, се забелязва внезапна промяна на керамиката открита в региони извън долината. Преди това тези региони имат собствени уникални стилове, които внезапно са заменени със сапотекски мотиви и стил на керамика.

## Език
Сапотекският език (сапотека) принадлежи към древното местно езиково семейство на отомангейските езици. Езиковата група на сапотеките включва сапотека и тясно свързания език чатино (Chatino). Сапотекските езици се говорят и до днес в югозападната част на щат на Оахака .
Сапотекският език е тонален език, което означава, че значението на дума, често се определя от тоновата височина. Тоновете са от съществено значение да се разбере значението на различните думи. Отделните музикално-фонетични елементи на тоналната реч се наричат тонеми. Сапотекският език има няколко тонеми: в някои варианти на езика има 4 тона – 1)висок, 2)нисък, 3)повишаващ и 4)падащ; в други са три – 1)висок, 2)нисък и 3)повишаващ.

## Общество
Между етапите Монте Албан 1 и 2 значително се увеличава населението на долината на Оахака. С разрастването на населението успоредно се повишават степените на диференциация на обществото, на централизирането на политическа власт и на церемониалните дейности. По време на Монте Албан 1 – 2 изглежда, че долината е била фрагментирана на няколко независими държави, което личи от засилени регионални центрове на властта
Сапотеките са заселеници, а не номади и живеят в големи села и градове, в къщи, изградени с камък и хоросан. Те записват основните събития в историята си с помощта на логограми – сричкови йероглифи и във военното дело използват броня от памучен текстил. Руините на световноизвестния комплекс Митла се смятат за дело на сапотеките, които също твърдят, че са гробници „на техните баби и дядовци“.

## География
Долината на Оахака е люлка на цивилизацията на сапотеките. Планини ограждат котловината с Източна Сиера Мадре на север и с планините на Тлаколула на югоизток. Околната среда е подходяща за селско стопанство, особено на отглеждането на царевица, което прави долината желано място за заселници. Почвата на долината е предимно равна и годна за обработване земя. По време на появата на цивилизацията на сапотеките почвата не е търпяла ерозия, тъй като дъбовите и боровите гори около долината са непокътнати. Слана пада рядко както и в другите по-високи плата на региона. Високият селскостопански потенциал на Оахака със сигурност допринася за изграждане на първите развити селскостопански общества .
Достъпът до вода е от решаващо значение за земеделието. Долината е пресечена от север на юг от река Атояк, която доставя вода само за малка ивица земя, граничеща с реката, когато периодично се разлива.

## Технологии
Технологиите на сапотеките и научните им постижения подобно тези на египетската култура се развиват в отговор на практическите нужди като земеделска култура. Те овладяват мелиорацията, установяват календар за навременна сеитба, и установяват писменост, за да записват добивите си.

### Напояване
За да доставят вода за растителни култури по други полета в долината както и до Монте Албан, сапотеките прекарват мрежа от напоителни канали. От малки потоци сапотеките докарват вода до Монте Албан, разположен на 400 метра от нивото на долината и далеч от река Атояк. Археолозите намират останките на малка напоителна система, състояща се от основен канал и два километра разклонение на югоизточната страна на планината.

### Терасиране
Тази система очевидно не е била достатъчна, за да поддържа всички жители на Монте Албан и се приема, че е само една от много напоителни системи .
Поради бързия растеж на населението в Монте Албан през най-ранния период на сапотекската цивилизация, културите отглеждани в долината, не са достатъчни за изхранване на населението. Затова зърнени и нишестени култури са били отглеждани върху тераси по склоновете на планината, където почвата е по-малко плодородна и е било нужно изкуствено напояване.

### Занаяти
В столицата на ацтеките Теночтитлан, имало сапотекски и миштекски занаятчии, които изработвали бижута за ацтекските владетели. Съществувалите обменни културно-търговски отношения с централно Мексико се удостоверяват от намерените археологически останки на цял сапотекски квартал в Теотиуакан както и на „къща за гости“ в Монте Албан изградена в Теотиуакански стил.

### Календар и числа
Сапотеките изработват свой календар, който представлява система от два независими цикъла – първият цикъл е от 365 дни (слънчев, граждански календар), а вторият е (противоречивият) 260 дневен сакрален календар. В математическите разбирания на сапотеките основно място заема числото 20. Тяхната бройна система е с основа 20. По тази причина и свещеният им календар е също разделен на тринадесет фрагмента от по двадесет дни. Сакралният им календар е наречен „пийе“ (piye). Дните на тази 20-дневна „седмица“ са както следва:.
| 1. chilla алигатор    | 2. laa светкавица      | 3. laala/guela нощ    | 4. lachi игра на топка | 5. zee лошо знамение |
| 6. lana мирис на месо | 7. china елен          | 8. lapa ---           | 9. niça вода           | 10. tella възел      |
| 11. loo* маймуна      | 12. piya сапунен бурен | 13. laa/quij тръстика | 14. lache сърце?       | 15. naa царевичак    |
| 16. loo* око          | 17. xoo земетръс       | 18. lopa роса         | 19. lape капка         | 20. loo* господар    |

 *) Трите думи господар (loo), маймуна (loo) и око (loo) имат еднакво звуково, но различно тоново съдържание (виж език на сапотеките).

## Писменост
Успоредно с развитието на земеделието, математиката и календара, сапотеките установяват и писмена система. Сапотекската писмена система е една от няколко кандидати, за които се смята, че са били първите писмени системи в Мезоамерика и е предшественик на писмеността на маите, миштеките и ацтеките. Има дебати дали писмените паметници на олмеките от преди 650 пр.н.е., са всъщност форма на писменост, предхождащи най-старото сапотекско писмо от около 500 пр.н.е. 

## Религиозни вярвания
Както повечето местни американски религиозни системи религията на сапотеките е политеистка. Двете основни божества са Косихо – „бог на светкавиците и дъжда“ (подобно на ацтекското божество Тлалок), Кокиани – „бог на светлината“, както и Питао-кособи – „бог на царевицата“ .
При сапотеките преобладават божества свързани с плодородието и земеделието. Божествата са мъжки и женски. Имат и заимствани божества, които не са пряко свързани с културата на сапотеките. Пример за това са пернатата змията и божеството пеперуда, теотиуаканското божество на дъжда и Чипе тотек, божество, свързано с идването на пролетта в науатълската култура .
Има няколко легенди за произхода на сапотеките; една от тях гласи, че сапотеките са първоначалните обитатели на долината на Оахака и били родени от скали или произхождали от животни, като пумата и оцелота. Управляващият елит вярвал, че те произхождат от свръхестествени същества, които живели в облаците, както и че при смъртта си те ще се върнат към това състояние. Легендата е записана едва след идването на испанците.

## Войни и съпротива
Последните битки между ацтеките и сапотеките са между 1497 и 1502, по времето на владетеля на ацтеките Ауисотъл. След завладяването на Юкатан през 1517, Кортес получава на 23 октомври 1518 инструкции за установяване на контакти с вътрешността на Мексико. След интриги и опити да се осуети експедицията на Кортес, от 18 февруари 1519 до 8 ноември 1519 конкистадорите на Кортес достигат от Мексиканския залив до столицата Теночтитлан. На 13 август 1521 последният ацтекски император, Куатемок, се предава на Кортес при Тлателолко . Когато новините пристигнали, че ацтеките са победени от испанците, крал Косихоеса нарежда на воините си да избягват спречквания с конкистадорите, за да избегнат същата съдба. Независимо от тактическите тънкости на сапотеките, воините им са победени от испанците само след няколко кампании между 1522 и 1527.